# Zdzisław Kumiszcze
Zdzisław Adam Kumiszcze (ur. 31 marca 1937 w Toruniu, zm. 5 października 1986 w Szczecinie) – polski lekkoatleta płotkarz, olimpijczyk.
Startował na igrzyskach olimpijskich w 1960 w Rzymie w biegu na 400 m przez płotki, ale odpadł w przedbiegach. Na tym samym dystansie odpadł również w przedbiegach na mistrzostwach Europy w 1962 w Belgradzie. 
Był mistrzem Polski w biegu na 200 m przez płotki w 1960 i w 1961 oraz na 400 m przez płotki w 1961. Siedmiokrotnie był wicemistrzem Polski (na 200 m przez płotki w 1959 i 1962, na 400 m przez płotki w 1960, 1962, 1963 i 1964 oraz na sztafecie 4 x 400 m w 1963), a raz brązowym medalistą (na 400 m przez płotki w 1957).
Startował w 16 meczach reprezentacji Polski odnosząc 5 zwycięstw indywidualnych. Występował w klubach: KS Pomorzanin Toruń (1956), AZS Toruń (1957), Start Katowice (1958-1959), Zawisza Bydgoszcz (1960-1965) i Pogoń Szczecin (1966).

## Rekordy życiowe
- bieg na 400 m – 48,4 s (1964)
- bieg na 110 m przez płotki – 15,1 s (1958)
- bieg na 200 m przez płotki – 23,5 s (1961)
- bieg na 400 m przez płotki – 51,5 s (1964)